# Inre sneda bukmuskeln
Den inre sneda bukmuskeln (latin: Musculus obliquus internus abdominis) är en skelettmuskel i buken. Muskeln sitter mellan den yttre sneda bukmuskeln (Musculus obliquus externus abdominis) och den tvärgående bukmuskeln (Musculus transversus abdominis). 
Den inre sneda bukmuskeln har sitt ursprung i höftbenskamen (crista iliaca) och bröstkorgen och ländryggens bindvävshinna (fascia thoracolumbalis) och den laterala halvan av ligamentum inguinale. Muskeln breder den ut sig uppåt och mot mitten där den fäster i den undre kanten på revbenen (costae) 10-12 samt i en platt sena (aponeurosen).

## Innervation
Muskeln innerveras av nervus iliohypogastricus och nervus ilioinguinalis. 

## Uppgift
Den inre sneda bukmuskeln har två huvudsakliga funktioner. Först så är den en antagonist (motståndare) till diafragman, och hjälper till att minska volymen av thorax kaviteten under utandning. När diafragman kontraherar, så drar den den nedre väggen och thorax nedåt, och ökar på det viset lungornas volym som fylls med luft. Så motsvarande sätt så kommer den inre sneda bukmuskeln att vid kontraktion att trycka bukens organ upp mot diafragman som då pressas bak mot thorax kaviteten och därigenom minska lungornas volym och en utandning fås. 
Sin andra funktion är att muskeln vid kontraktion kan rotera och vicka på bålen.

## Ytterligare bilder

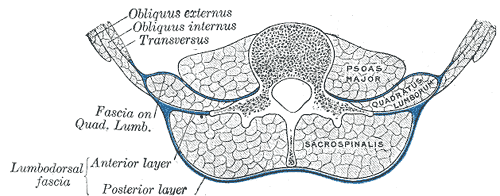
Diagram över en transversal snitt av den bakre bukväggen.
Diagram över Rektus skidan.
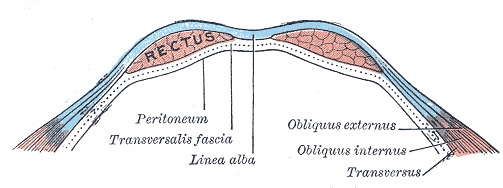
Diagram över en transversalt snitt av den främre bukväggen, bakom linea semicircularis.
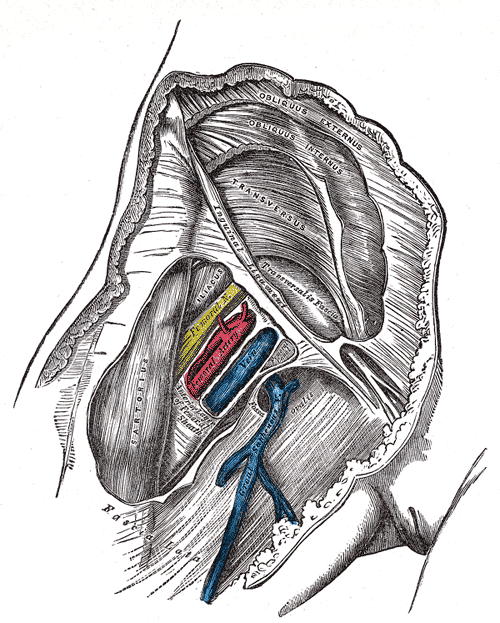